# カルロ・アツェリオ・チャンピ
カルロ・アツェッリョ・チャンピ（イタリア語: Carlo Azeglio Ciampi, イタリア語発音: [ˈkarlo adˈdzeʎʎo ˈtʃampi] ( 音声ファイル), 1920年12月9日 - 2016年9月16日）は、イタリアの政治家、銀行家。
大統領（第10代）、首相（第73代）を歴任。

## 概要
1920年、イタリア王国生まれ。1941年にイタリアを代表する最高学府ピサ高等師範学校で文学を修め、1946年にピサ大学で法学を修めた。同年に中央銀行であるイタリア銀行に就職し、1976年同行専務理事、1978年同行副総裁、1979年10月にはイタリア銀行総裁に任命され、1993年まで務めた。ドイツ・ライプツィヒ大学にも留学経験がある。
1993年4月から1994年5月までタンジェントポリ後の政界再編のさなか、第二次世界大戦後初めて非議員・無所属でありながらイタリア首相を務め、選挙制度改革・財政再建を果たした。その後、1996年5月からプローディ内閣とダレマ内閣で国庫相を務めた。そして1999年5月13日、イタリア大統領に選出され同月18日に大統領就任の宣誓を行った。イタリアをヨーロッパ経済通貨同盟（EMU）第三段階（単一通貨ユーロの導入など）の第一陣に導いたのはチャンピの業績による所が大きい。
2016年夏頃よりローマ市内の病院に入院し、9月16日に95歳で死去した。